# Taboo (serie televisiva)
Taboo è una serie televisiva anglo-statunitense ideata da Steven Knight, Tom Hardy e da suo padre Chips Hardy, che è anche consulente produttore. Tom Hardy recita anche il ruolo del protagonista.
La serie viene trasmessa dal 7 gennaio 2017 su BBC One nel Regno Unito, e dal 10 gennaio 2017 su FX, negli Stati Uniti. In Italia, la serie è andata in onda dal 21 aprile 2017 su Sky Atlantic.

## Trama
Nel 1814 l'avventuriero James Keziah Delaney torna a Londra dopo aver passato molti anni in Africa. Dopo i funerali del padre, morto in oscure circostanze, James eredita l'intero patrimonio assieme alla baia di Nootka, sulla costa occidentale del Canada, un territorio la cui posizione strategica conferirebbe la possibilità di commerciare con l'oriente attraverso il Pacifico. Ben presto dovrà fare i conti con i suoi demoni ed il misterioso passato del padre, fronteggiando la potente Compagnia britannica delle Indie orientali e la corona inglese, entrambe decise ad ottenere il possesso di Nootka con qualunque mezzo.

## Episodi
| Stagione       | Episodi | Prima TV UK | Prima TV Italia |
| -------------- | ------- | ----------- | --------------- |
| Prima stagione | 8       | 2017        | 2017            |

## Personaggi e interpreti

### Principali
- James Keziah Delaney (stagione 1-in corso), interpretato da Tom Hardy, doppiato da Pasquale Anselmo. È figlio di Horace Delaney e della prima moglie Salish (Anna) ed è nato nel 1787. Entrato come cadetto nel seminario militare della Compagnia delle Indie Orientali nel 1798 a Woolwich a 11 anni, venne poi inquadrato nel Reggimento comandato da Sir Stuart Strange. Partito per l’Africa nel 1802 a bordo della nave “Cornwallis” (Generale inglese comandante durante la guerra di indipendenza americana), arrivò a Cabinda, provincia portoghese. Viene imbarcato sulla nave negriera “Influence” (Influenza), diretta ad Antigua che affonda al largo della Costa d'Oro nel 1804 durante una tempesta, con 280 persone a bordo per la maggioranza schiavi e lui è l’unico sopravvissuto al naufragio. Tornato in Inghilterra nel 1814 con 14 diamanti grezzi rubati a un mercante, riceve in eredità dal padre deceduto una grande e malandata casa a Londra, Chamber House, situata in Wapping Road a Wapping un quartiere dell’East End, un magazzino a East India docks nella zona delle compagnie di navigazione commerciali, vecchia sede della Compagnia di Navigazione Delaney, di Horace S. Delaney, che trova occupata abusivamente dal bordello di Helga von Hitten, una fattoria con mulino in cui il fittavolo Ibbotson cresce Robert, il figlio illegittimo di Horace Delaney e la baia di Notka sull'Isola di Vancouver in cui vi sono una stazione commerciale (trading post), un affumicatoio e una conceria. Fondatore e unico padrone della Compagnia Delaney Nootka Trading compra all’asta per 800 sterline il brigantino Felix Adventurero, sequestrato alla Spagna, ma in precedenza nave negriera della Compagnia delle Indie Orientali. Delaney, all'inizio intende cedere al miglior offerente la baia di Nootka sul confine tra Canada (possedimento inglese a quell'epoca)  e gli Stati Uniti. A questi ultimi, chiamati anche i 15,  chiede in cambio della baia il monopolio del Tè da Fort George in Ontario a Canton, mentre all’Inghilterra chiede il monopolio delle pellicce dalla costa dell’isola di Vancouver a Canton. Durante i suoi rituali parla la lingua twi. Dal suo ritorno a Londra ha dimostrato di essere astuto dal punto di vista mentale e spietato con i suoi nemici, riuscendo a sopraffare i suoi attaccanti. Tuttavia, James è un uomo capace di essere caritatevole e amichevole con quei pochi che conta tra i suoi alleati. James ha credenze e rituali appresi dalla sua permanenza in Africa, rendendolo strano agli occhi degli inglesi. Crede di poter sentire i morti cantare per lui, e ha allucinazioni di eventi nel suo passato e presente.
- Benjamin Wilton (stagione 1), interpretato da Leo Bill, doppiato da Gianfranco Miranda.
Funzionario della documentazione per la Compagnia delle Indie Orientali.
- Lorna Bow vedova Delaney (stagione 1-in corso), interpretata da Jessie Buckley, doppiata da Barbara De Bortoli.
Terza moglie e vedova di Horace Delaney, irlandese e attrice.
- Zilpha Annabel Delaney sposata Geary (stagione 1), interpretata da Oona Chaplin, doppiata da Valentina Mari.
Sorellastra di James Delaney e moglie di Thorne Geary.
- Principe reggente (stagione 1-in corso), interpretato da Mark Gatiss, doppiato da Gianni Giuliano.
Futuro re Giorgio IV.
- Atticus (stagione 1-in corso), interpretato da Stephen Graham, doppiato da Massimo Bitossi.
Introdotto nel mondo del crimine, informatore di Delaney e proprietario del Dolphin Inn.
- Thorne Geary (stagione 1), interpretato da Jefferson Hall, doppiato da Gabriele Sabatini.
Marito di Zilpha e broker assicurativo.
- Brace (stagione 1-in corso), interpretato da David Hayman, doppiato da Paolo Maria Scalondro.
Servitore leale di Horace Delaney.
- Michael Godfrey (stagione 1-in corso), interpretato da Edward Hogg, doppiato da Emiliano Coltorti.
Segretario della Compagnia delle Indie Orientali.
- Dott. Edgar Dumbarton (stagione 1), interpretato da Michael Kelly, doppiato da Alberto Bognanni.
Medico americano al St Bartholomew's Hospital e spia.
- Sir Stuart Strange (stagione 1), interpretato da Jonathan Pryce, doppiato da Gino La Monica.
Presidente della Compagnia delle Indie Orientali.
- Solomon Coop (stagione 1-in corso), interpretato da Jason Watkins, doppiato da Mino Caprio.
Segretario privato del sovrano.
- Robert Thoyt (stagione 1-in corso), interpretato da Nicholas Woodeson, doppiato da Bruno Alessandro.
Avvocato di Delaney.

### Ricorrenti
- Horace Delaney (stagione 1), interpretato da Edward Fox.
Proprietario di una compagnia di navigazione a Londra.
- Helga von Hinten (stagione 1), interpretata da Franka Potente, doppiata da Francesca Fiorentini.
Madame di un bordello tedesco, madre di Winter.
- Winter (stagione 1), interpretata Ruby-May Martinwood.
Figlia segreta di Helga.
- French Bill (stagione 1-in corso), interpretato da Scroobius Pip.
Assistente di Atticus.
- Brighton (stagione 1-in corso), interpretata da Fiona Skinner.
Membro della banda di Atticus.
- Ibbotson (stagione 1), interpretato da Christopher Fairbank.
Fittavolo di Delaney.
- Edmund Pettifer (stagione 1), interpretato da Richard Dixon.
Addetto nell'ufficio Africa della Compagnia delle Indie Orientali.
- Abraham Appleby (stagione 1), interpretato da Roger Ashton-Griffiths.
Delegato di Cristo.
- Dott. George Cholmondeley (stagione 1-in corso), interpretato da Tom Hollander.
Chimico e scienziato.
- Genevieve Decoux, contessa Musgrove (stagione 1-in corso), interpretata da Marina Hands.
Originaria di New Orleans e capo delle spie a Londra.
- Martinez (stagione 1), interpretato da Danny Ligairi.
Membro della banda di Atticus e suo cognato.
- George Chichester (stagione 1-in corso), interpretato da Lucian Msamati, doppiato da Roberto Draghetti.
Avvocato dei Figli dell'Africa.
- Robert (stagione 1-in corso), interpretato da Louis Serkis.
Figlio illegittimo di James Delaney.

## Produzione

### Rinnovi
Taboo è stata rinnovata per una seconda stagione nel marzo 2017. Nel novembre 2021, Knight ha confermato che sei degli otto episodi pianificati per la seconda stagione sono stati stilati, e l'inizio delle riprese è dipeso dagli impegni di Hardy. Nel maggio 2022, Knight ha destinato la fine del 2023 come potenziale data di inizio delle riprese.